# Dictyna dunini
Dictyna dunini är en spindelart som beskrevs av Sergei N. Danilov 2000. Dictyna dunini ingår i släktet Dictyna och familjen kardarspindlar. Inga underarter finns listade i Catalogue of Life.